# Стан (частина повіту)

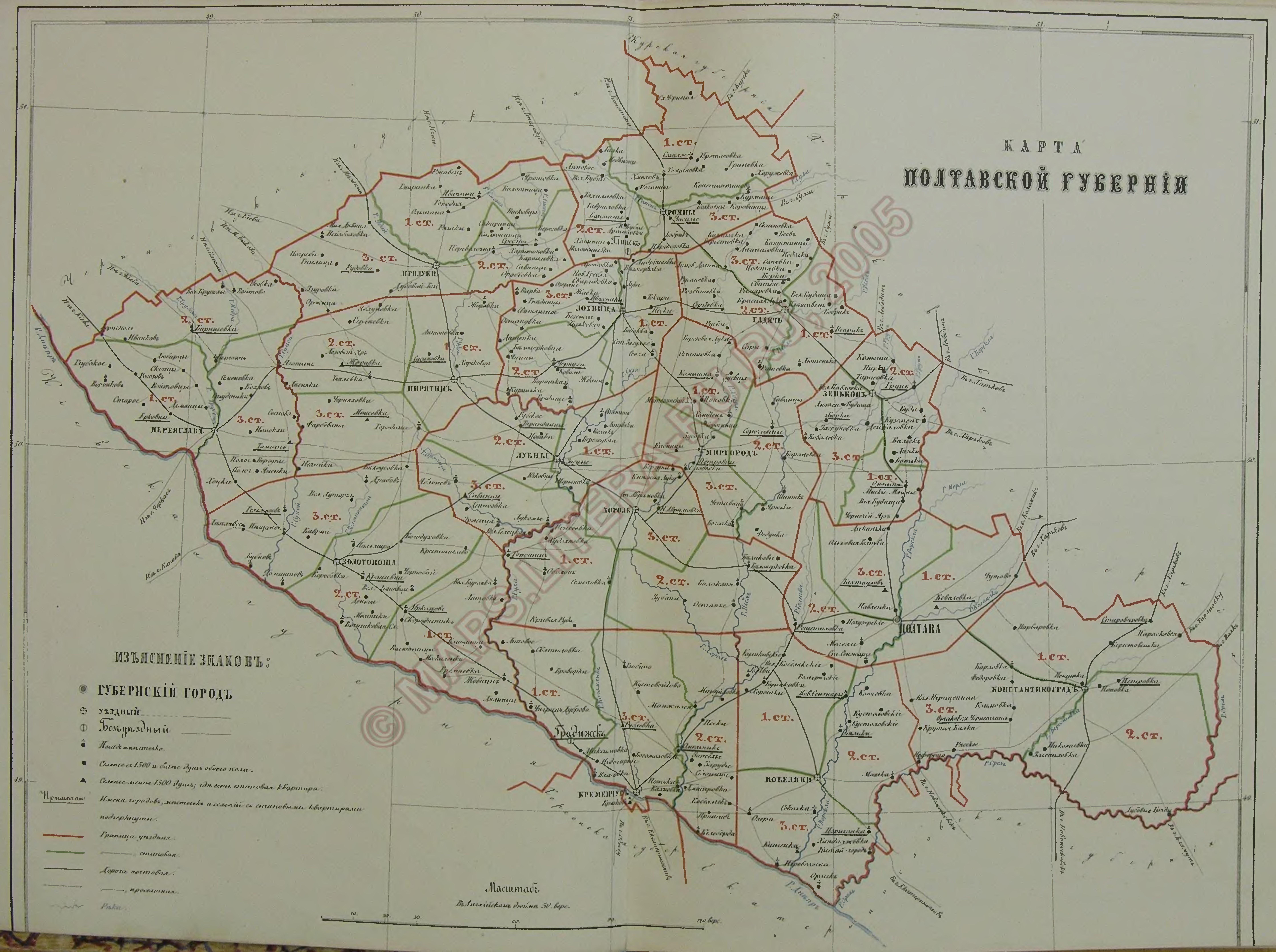
Полтавська губернія з поділом на повіти і стани у 1860-х роках.

Стан — адміністративно-територіальна одиниця в дореволюційній Росії.
Впродовж XIX століття в Російській імперії двічі були проведені адміністративно-територіальні реформи. У 30-і роки повіт стали знову називати округом, вводилося ділення на стани, а вотчина була перейменована у волость з розподілом на сотні. У 1838 році запроваджується станове самоврядування для державних та вільних селян у формі сільського товариства.
У 1858 році за указом Олександра II був введений наступний адміністративний поділ: повіт — стан — волость — сільське товариство.
У XIX — на початку XX століття стан був адміністративно-поліцейською одиницею у складі повіту, включав декілька волостей та знаходився під керівництвом станового пристава — чиновника повітової поліції. Зазвичай в повіті було по 2-3 стани. Становий пристав до 1862 року призначався і звільнявся губернатором з кандидатів, представлених місцевим дворянством. Він підкорявся повітовому справникові і земському суду, а з 1862 року — повітовому поліцейському управлінню. З 1878 року у розпорядженні станового пристава були поліцейські урядники. Посада станового пристава проіснувала до Лютневої революції 1917 року.